# Atrilinea
Atrilinea is een geslacht van straalvinnige vissen uit de familie van eigenlijke karpers (Cyprinidae).

## Soorten
- Atrilinea macrolepis Song & Fang, 1987
- Atrilinea macrops (Lin, 1931)
- Atrilinea roulei (Wu, 1931)